# خانه قریشی (نیشابور)
خانه قریشی مربوط به اوایل دوره پهلوی است و در شهرستان نیشابور، شهر نیشابور، خ امام خمینی، خ منوچهری جنوبی، مجاور باغ آستان قدس واقع شده و این اثر در تاریخ ۱۶ اسفند ۱۳۸۴ با شمارهٔ ثبت ۱۴۸۹۰ به‌عنوان یکی از آثار ملی ایران به ثبت رسیده است.